# 1184

## أحداث
- حصار شنترين في الفترة ما بين 27 يونيو و29 يوليو.
- بناء برج الجيرالدا بأمر من سلطان الموحدين يعقوب المنصور
- تولي السلطان يعقوب المنصور زمام حكم الدولة الموحدية

## مواليد
- أحمد التيفاشي
- سعدي

## وفيات
- أبو يعقوب يوسف بن عبد المؤمن